# 라칼레라 (칠레)
라칼레라(스페인어: La Calera)는 칠레 발파라이소 주 키요타 현에 위치한 도시이자 코무나로 면적은 60.5km2, 높이는 183m, 인구는 50,221명(2012년 기준), 인구 밀도는 830명/km2이다.